# فرودگاه استیجاری برانزویک
فرودگاه اختصاصی برانزویک (به انگلیسی: Brunswick Executive Airport) یک فرودگاه همگانی است که یک باند فرود آسفالت (تعطیل) دارد و طول باند آن ۲۴۳۸ متر است. این فرودگاه در کشور ایالات متحده آمریکا قرار دارد و در ارتفاع ۲۳ متری از سطح دریا واقع شده‌است.